# Gaetano Braga
Gaetano Braga (ur. 9 czerwca 1829 w Giulianova, zm. 21 listopada 1907 w Mediolanie) – włoski wiolonczelista i kompozytor okresu romantyzmu.

## Życiorys
Od wczesnej młodości zdradzał zainteresowanie muzyką. Studiował w Neapolu, gdzie jego mistrzem był Saverio Mercadante. W wieku 14 lat rozpoczął naukę gry na wiolonczeli. Z koncertami wiolonczelowymi występował w całej Europie, zwłaszcza w miastach niemieckich, w Wiedniu, Paryżu i Florencji. Większość życia spędził w Paryżu i Londynie. Jako kompozytor największy sukces odniósł operami Il ritratto, Reginella i Caligola. W Mediolanie skomponował operę na motywach dramatu Ruy Blas Victora Hugo, która nigdy nie została wystawiona, ponieważ jury teatru La Scala wybrało dzieło Filippa Marchettiego pod tym samym tytułem. 
Za jego najpopularniejszy utwór uchodzi Leggenda valacca (ang. Angel's Serenade) na głos i wiolonczelę. Ta pieśń, wspomniana w opowiadaniu Antona Czechowa Czarny mnich, dialogową formą nawiązuje do ballady Król elfów Goethego. Jej treścią jest rozmowa zmartwionej matki z córką, podążającą za głosem przyzywającego ją anioła. 
W domu, gdzie Gaetano Braga przyszedł na świat, obecnie mieści się poświęcone mu muzeum.

## Główne dzieła

### Muzyka kameralna
- 2 koncerty wiolonczelowe
- kwintet wiolonczelowy

### Opery
- Alina albo La spregiata, z librettem Leone Emanuele Barderego, 1853
- Estella di San Germano, z librettem Achille'a de Lauzières'a, 1857
- Il ritratto, z librettem Achille'a de Lauzières'a, 1858
- Margherita la mendicante, z librettem Francesca Marii Piave, 1860
- Mormile, z librettem Francesca Marii Piave, 1862
- Gli avventurieri, z librettem Antonia Ghislanzoniego, 1867
- Ruy Blas, z librettem Giovanniego Peruzziniego, później przerobionym przez Antonia Ghislanzoniego, 1865
- Reginella, z librettem Antonia Ghislanzoniego, 1871
- Caligola, z librettem Antonia Ghislanzoniego, 1873

### Pieśni salonowe

#### Zbiory pieśni
- Six mélodies, zbiór zadedykowany Pauline Viardot
  - À une fleur, do słów Alfreda de Musseta
  - Mandoline, do słów Eugène'a Bercioux
  - Ninon, do słów Alfreda de Musseta
  - À quoi bon entendre, do słów Victora Hugo
  - Adieux à Suzon, do słów Alfreda de Musseta
  - L'infinito, do słów Giacoma Leopardiego
- Mélodie, zbiór zadedykowany Adelaide Borghi-Mamo
  - I giuramenti
  - L'invito, do słów Giuseppe Torrego
  - L'anello, il rosario e la ciarpa, do słów Marca Marcelliana Marcella
  - Mergellina, do słów Giuseppe Torrego
  - La serenata albo Leggenda valacca, do słów Marca Marcelliana Marcella
  - Nellina, do słów Achille'a de Lauzières'a
- Notti lombarde, zbiór zadedykowany markizie Cristinie Stampa di Soncino Morosini
  - La Zingara e la fanciulla
  - Io son passata a casa del mio bene
  - Non mi toccate
  - Tempesta
  - Fuggiam
  - Non contemplare, o vergine

#### Poza zbiorami
- Il canto della ricamatrice, do słów Antonia Fogazzaro
- Le vase brisé, do słów Sully'ego Prudhomme'a
- Nella notte, do słów Nettiego
- Non ti fidar